# حسنة أم شرحبيل
الصحابية حَسَنَةُ أمّ شُرَحْبِيل ، هي أم شرحبيل بن حسنة الذي ينسب إليها، من مهاجرة الحبشة، ولها صحبة.

## أسرتها
- تزوجت عبد الله بن المطاع بن عَمرو الكِندي الحليف الغوثي النسب نسبة إلى الغوث بن مر أخي تميم بن مر، وأنجبت منه شرحبيل وعبد الرحمن بن حسنة الصحابي.[2]
- زوجها معمر بن حبيب، ((سفيان بن معمر)) وهذا هو نسبة سُفْيان بن مَعْمَر بن حبيب بن وَهْب بن حُذَافة بن جُمَح بن عمرو بن هصيص بن كعب بن لؤي بن غالب بن فهر بن مالك بن النضر وهو قريش بن كنانة بن خزيمة بن مدركة بن إلياس بن مضر بن نزار بن معد بن عدنان،[3] أنجب منها:

1. جابر بن سفيان
2. جنادة بن سفيان
3. الحارث بن سفيان

## إسلامها
أسلمت بمكّة قديمًا بمكّة وبايعت، وهاجرت إلى أرض الحبشة مع أبيها الصحابي معمر بن عبد الله بن نافع بن نضلة بن عبد العزى بن حرثان بن عوف بن عبيد بن عريج بن عدى بن كعب القرشي العدوي وكان شيخ من شيوخ بني عدى وقال له معمر بن ابي معمر ما قاله فيه علي بن المديني، قال علي بن المديني: هو معمر بن عبد الله ابن نافع بن نضلة. قال أبو عمر: ينسبونه معمر بن عبد الله بن نافع بن نضلة بن عبد العزى بن حرثان بن عوف ابن عبيد بن عويج بن عدي بن كعب القرشي العدوي. ويقال فيه: معمر بن أبي معمر كان شيخاً من شيوخ بني عدي وأسلم قديماً وتأخرت هجرته إلى المدينة لأنه كان هاجر الهجرة الثانية إلى أرض الحبشة وعاش عمراً طويلاً فهو معدود في أهل المدينة. روى عنه سعيد بن المسيب وبسر بن سعيد حديث سعيد عنه أن رسول الله صلى الله عليه وسلم قال: «لا يحتكر إلا خاطئ». وكان معمر وسعيد يحتكران الزيت، فدل على أنه أراد بالحكرة الحنطة وما يكون قوتاً في الأغلب. والله أعلم. وحديث بسر عنه أن رسول الله صلى الله عليه وسلم قال: «الطعام بالطعام مثلا بمثلٍ».
الهجرة الثانية ومع زوجها سفيان بن معمر وأبنائها خالد وجُنادة وشرحبيل بن حَسَنَة وأخية عبدالرحمن بن حسنة .